# Anilios longissimus
Anilios longissimus är en ormart som beskrevs av Aplin 1998. Anilios longissimus ingår i släktet Anilios och familjen maskormar. Inga underarter finns listade i Catalogue of Life.
Denna orm förekommer endemisk på Barrow Island som ligger strax utanför Western Australia. Antagligen lever arten i mörka och djupa grottor. Uppskattningsvis lägger honor ägg.
Gruvdrift påverkar beståndet negativ. Populationens storlek är inte känd. IUCN listar arten med kunskapsbrist (DD).